# Culcula exanthemata
Culcula exanthemata là một loài bướm đêm trong họ Geometridae.